# Menahem Beguín

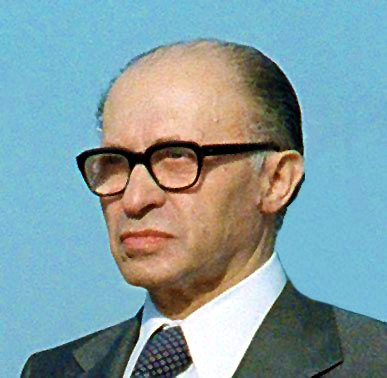
Menahem Beguín (1978)

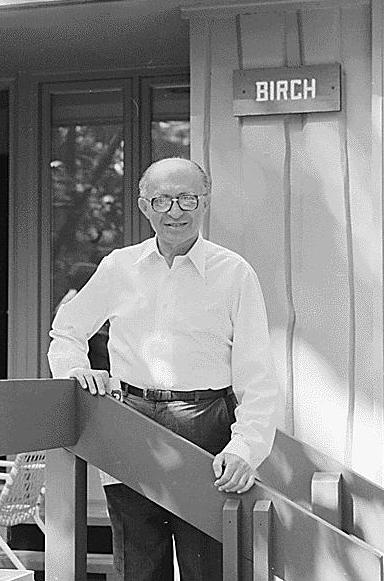
Menahem Beguín a Camp David el 1978

Menahem Beguín, en hebreu: מְנַחֵם בּגִין, (Brest-Litovsk, Polònia 1913 - Jerusalem, 1992) fou un polític israelià, d'origen polonès, que va esdevenir el 1977 el sisè Primer Ministre d'Israel.
Va negociar els Acords de pau de Camp David amb el president egipci Anwar el-Sadat, pels quals van rebre conjuntament el Premi Nobel de la Pau el 1978.

## Joventut
Beguín va néixer el 16 d'agost de 1913 a Brest-Litovsk, població situada des de 1918 a 1939 a Polònia i que avui dia pertany a Belarús. Des de jove va ser un convençut sionista encoratjat pels ensenyaments del seu pare. Als 16 anys es va enrolar en el moviment juvenil Betar, creat per Vladimir Jabotinski.
Es va llicenciar en Dret i des de 1939 va liderar l'organització sionista Betar a Polònia. En previsió dels futurs esdeveniments, Beguín es va concentrar en l'ensinistrament militar dels membres del grup. En esclatar la Segona Guerra Mundial va escapar a la ciutat de Vílnius, on el 1940 va ser arrestat per l'NKVD de la Unió Soviètica i sentenciat a vuit anys en un camp de treball a Sibèria, encara que el 1941 va ser alliberat a causa de la seva ciutadania polonesa.

## Arribada a Israel
El 1941 es va unir voluntàriament a les forces armades lliures de Polònia, les quals s'havien establert a l'URSS. Juntament amb molts altres soldats jueus, el 1942 arribà a Israel com a soldat i contactà amb l'organització clandestina Irgun coneguda com a Étsel, que vivia uns moments de letargia. A la fi de 1943 fou llicenciat de l'exèrcit i començà la reactivació de l'organització, passant a ser-ne el dirigent amb més pes.
El 1944 Étsel es desvinculà de la política seguida pels altres grups d'ideologia sionista i començà una revolta violenta contra les institucions britàniques que governaven el Mandat Britànic de Palestina. El 1947 Beguín va assumir-ne la direcció, sent el responsable de l'atemptat a l'Hotel King David de Jerusalem, que va matar més de 92 persones i en va ferir més de 50.

## Creació de l'Estat d'Israel
Després de la creació de l'estat d'Israel, Beguín va fundar el partit polític Herut, que més tard seria el partit dominant en la coalició Likkud.
Amb l'establiment de l'estat d'Israel, Étsel veia complert els seus objectius; fou dissolta i els seus membres integrats en les files de les forces de defensa israelians. Begin llavors es col·locà al capdavant del moviment Herut, que defensava la política del seu mentor sionista Jabotinski, i el 1965 passà a liderar Gahal després d'una fusió del Herut amb un partit liberal, i que més tard donaria base al partit conservador Likkud.

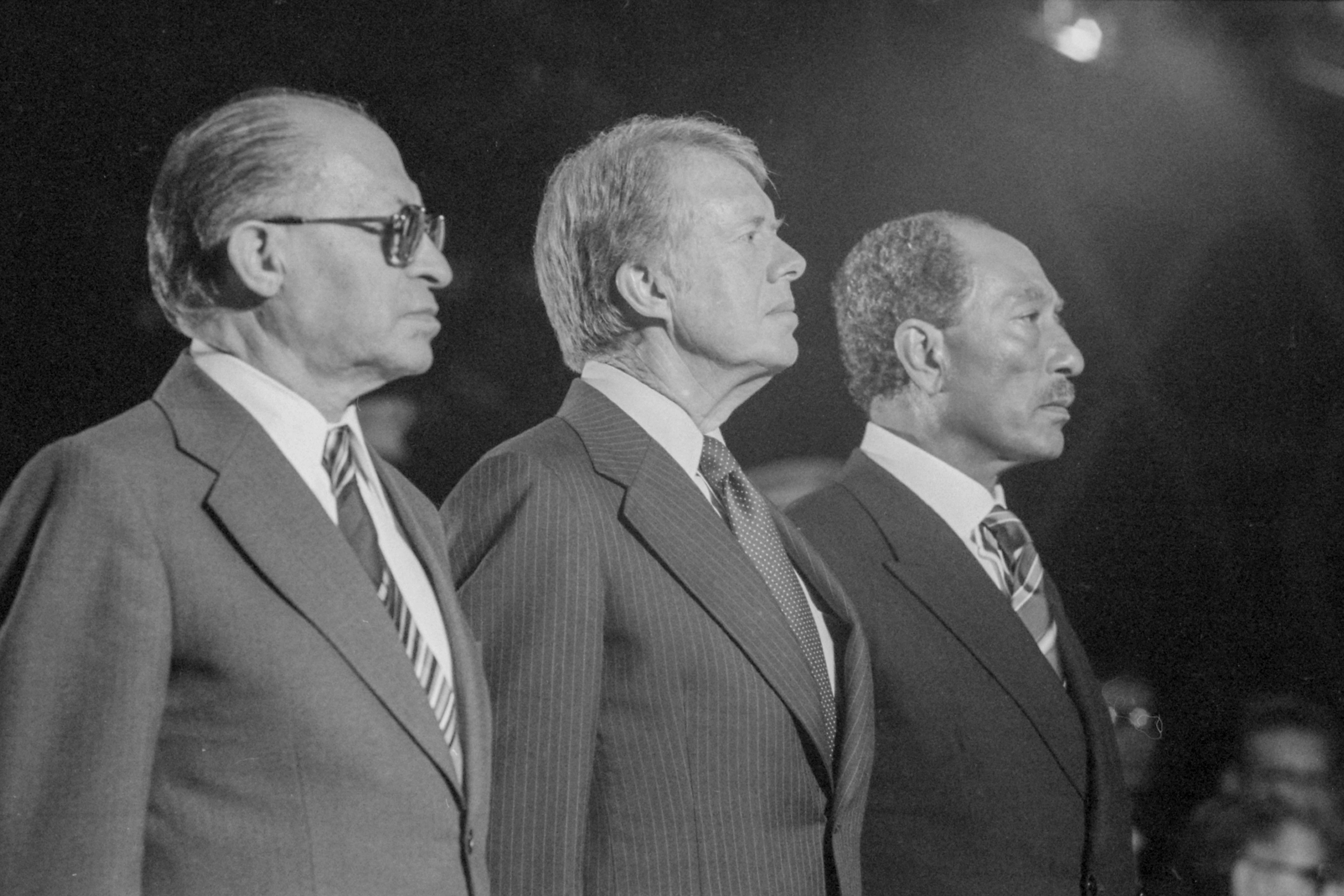
Acords de pau de Camp David

El 1977 el Likkud guanyà les eleccions a Israel, esdevenint així Primer Ministre d'Israel d'un govern de coalició amb el Partit Nacional Religiós, Agudat Israel, Shlomtzion, i més tard, amb Telem. A la fi d'aquest any signà els acords de pau de Camp David amb el president d'Egipte Anwar el-Sadat, per a la retirada de les tropes israelianes del Sinaí i la creació d'una autonomia palestina. Sota els termes del tractat, Israel retornava la Península del Sinaí a Egipte. Això requeria el desmantellament de tots els assentaments israelians a l'àrea, inclosa la ciutat de Yamit. Beguín es va enfrontar una intensa oposició interna a aquest moviment, que va dur a una divisió interna en el seu propi partit, el Likkud.
El 1982 Beguín i Anwar el-Sadat foren recompensats amb el Premi Nobel de la Pau, tot i fortes oposicions de ciutadans israelians. El mateix any, el govern de Beguín, amb Ariel Xaron com a ministre de Defensa, va envair el Líban, amb l'objectiu de desmantellar les bases libaneses de l'Organització per a l'Alliberament de Palestina, i intentar evitar així els successius atacs als assentaments civils del nord d'Israel. Aquesta invasió, anomenada "Pau per a Galilea", no va arribar a complir els seus objectius, i va sumir a l'opinió pública israeliana en profundes divergències, especialment després de la matança de Sabra i Xatila, la qual cosa va causar la destitució de Xaron com a ministre de Defensa, i va precipitar la fi del mandat de Beguín.
Finalment, Beguín va dimitir del seu càrrec l'agost de 1983, deprimit per la mort de la seva esposa Aliza, profundament decebut per les conseqüències de la guerra del Líban, i afligit d'una sèrie d'afeccions que, segons van confirmar fons oficials, van alienar les seves facultats mentals, però que van anar gelosament ocultades pel seu entorn del coneixement de la població. Durant els seus últims anys es va sotmetre a un ostracisme voluntari, recloent-se a casa seva, a la ciutat de Jerusalem. Beguín mai es va avenir a sadollar la curiositat de l'opinió pública sobre els seus últims mesos de govern, ni de la veritat sobre com es va prendre la decisió d'envair el Líban. Va morir a Jerusalem el 9 de març de 1992. A la seva expressa comanda, va ser enterrat en unes exèquies senzilles i populars al cementiri del Bosc de les Oliveres de Jerusalem, al costat de la seva esposa i lluny del panteó oficial dels «Grans de la Pàtria», en el Mont Hertzl.